# Nemania caries
Nemania caries är en svampart som först beskrevs av Ludwig David von Schweinitz, och fick sitt nu gällande namn av Y.M. Ju & J.D. Rogers 2002. Nemania caries ingår i släktet Nemania och familjen kolkärnsvampar.   Inga underarter finns listade i Catalogue of Life.